# NGC 4992
NGC 4992 је спирална галаксија у сазвежђу Девица која се налази на NGC листи објеката дубоког неба.
Деклинација објекта је + 11° 38' 3" а ректасцензија 13h 9m 5,7s. Привидна величина (магнитуда) објекта NGC 4992 износи 13,6 а фотографска магнитуда 14,5. NGC 4992 је још познат и под ознакама UGC 8232, MCG 2-34-1, CGCG 72-6, PGC 45593.